# One More Light
One More Light — сьомий студійний альбом американського рок гурту Linkin Park, представлений 19 травня 2017 року лейблами Warner Bros. Records та Machine Shop. Це останній альбом гурту, в якому взяли участь двоє його давніх учасників: співвокаліст Честер Беннінгтон, який помер через два місяці після виходу альбому та барабанщик і співзасновник гурту Роберт Бурдон, який вирішив не повертатися для відновлення діяльності гурту у 2024 році.

## Про альбом
Гурт записував альбом з вересня 2015 року по лютий 2017 року на кількох студіях. Учасники гурту Бред Делсон та Майк Шинода виступили основними продюсерами альбому. Звучання One More Light описується як більш поп-орієнтоване, відходячи від альтернативного рок і альтернативного металу їхніх попередніх альбомів. У записі альбому взяли участь Pusha T, Stormzy і Kiiara, а у продюсуванні та написанні пісень брали участь Джонатан Ротем, Джулія Майклз, Джастін Трентер, Росс Голан, Ендрю Голдштейн, Blackbear, Еґ Вайт.
Головний сингл альбому, «Heavy», за участю Kiiara, вийшов 16 лютого 2017 року. «Battle Symphony», «Good Goodbye» і «Invisible» були випущені, як промо-сингли до виходу альбому. «Talking to Myself» і «One More Light» були випущені, як радіосингли пізніше.
Альбом мав хороші комерційні показники, дебютувавши на першому місці в кількох країнах; він також став п'ятим альбомом гурту, що посів перше місце в чарті Billboard 200, і отримав золотий сертифікат у п'яти країнах. Незважаючи на позитивні комерційні результати, він отримав змішані відгуки від музичних критиків. Це, разом зі звинуваченнями у продажності, викликало гнівну відповідь Беннінгтона.

## Список композицій
| One More Light             | One More Light                               | One More Light                                              | One More Light |
| #                          | Назва                                        | Автор                                                       | Тривалість     |
| -------------------------- | -------------------------------------------- | ----------------------------------------------------------- | -------------- |
| 1.                         | «Nobody Can Save Me»                         | Бред Делсон Джонатан Грін Майк Шинода [ 16 ]                | 3:45           |
| 2.                         | «Good Goodbye» (за участі Pusha T і Stormzy) | Делсон Шинода Джессі Шаткін Pusha T Stormzy                 | 3:31           |
| 3.                         | «Talking to Myself»                          | Ілсі Джубер Делсон Шинода Джонатан Ротем                    | 3:51           |
| 4.                         | «Battle Symphony»                            | Делсон Грін Шинода [ 17 ]                                   | 3:36           |
| 5.                         | «Invisible»                                  | Шинода Джастін Паркер                                       | 3:34           |
| 6.                         | «Heavy» (за участі Kiiara)                   | Честер Беннінгтон Шинода Делсон Юлія Майклз Джастін Трантер | 2:49           |
| 7.                         | «Sorry for Now»                              | Шинода                                                      | 3:23           |
| 8.                         | «Halfway Right»                              | Беннінгтон Шинода Делсон Росс Голан [ 18 ]                  | 3:37           |
| 9.                         | «One More Light»                             | Шинода Френсіс Вайт                                         | 4:15           |
| 10.                        | «Sharp Edges»                                | Шинода Делсон Джубер                                        | 2:58           |
| Загальна тривалість: 35:19 |                                              |                                                             |                |

## Чарти
| Чарт (2017–18)                                       | Найвища позиція |
| ---------------------------------------------------- | --------------- |
| Австралія Australian Albums (ARIA)                   | 3               |
| Австрія Austrian Albums (Ö3 Austria)                 | 1               |
| Бельгія Belgian Albums (Ultratop Flanders)           | 1               |
| Бельгія Belgian Albums (Ultratop Wallonia)           | 3               |
| Канада Canadian Albums (Billboard)                   | 1               |
| Croatian Albums (HDU)                                | 4               |
| Чехія Czech Albums (ČNS IFPI)                        | 1               |
| Данія Danish Albums (Hitlisten)                      | 6               |
| Нідерланди Dutch Albums (MegaCharts)                 | 5               |
| Фінляндія Finnish Albums (Suomen virallinen lista)   | 2               |
| Франція French Albums (SNEP)                         | 14              |
| Німеччина German Albums (Offizielle Top 100)         | 2               |
| Greek Albums (IFPI Greece)                           | 43              |
| Угорщина Hungarian Albums (MAHASZ)                   | 1               |
| Ірландія Irish Albums (IRMA)                         | 6               |
| Італія Italian Albums (FIMI)                         | 4               |
| Japan Hot Albums (Billboard Japan)                   | 7               |
| Japanese Albums (Oricon)                             | 6               |
| Mexican Albums (Top 100 Mexico)                      | 18              |
| Нова Зеландія New Zealand Albums (Recorded Music NZ) | 4               |
| Норвегія Norwegian Albums (VG-lista)                 | 8               |
| Польща Polish Albums (ZPAV)                          | 7               |
| Португалія Portuguese Albums (AFP)                   | 2               |
| Шотландія Scottish Albums (OCC)                      | 5               |
| Slovak Albums (ČNS IFPI)                             | 2               |
| Південна Корея Korean Albums (GAON)                  | 48              |
| Південна Корея Korean International Albums (GAON)    | 4               |
| Іспанія Spanish Albums (PROMUSICAE)                  | 6               |
| Швеція Swedish Albums (Sverigetopplistan)            | 7               |
| Swiss Albums (Romandie)                              | 1               |
| Швейцарія Swiss Albums (Schweizer Hitparade)         | 1               |
| Велика Британія UK Albums (OCC)                      | 4               |
| США Billboard 200                                    | 1               |
| США Top Alternative Albums (Billboard)               | 1               |
| США Top Rock Albums (Billboard)                      | 1               |
| США Top Tastemaker Albums (Billboard)                | 8               |

| Чарт (2017)                              | Позиція |
| ---------------------------------------- | ------- |
| Australian Albums (ARIA)                 | 59      |
| Austrian Albums (Ö3 Austria)             | 30      |
| Belgian Albums (Ultratop Flanders)       | 52      |
| Belgian Albums (Ultratop Wallonia)       | 76      |
| Dutch Albums (Album Top 100)             | 63      |
| French Albums (SNEP)                     | 152     |
| German Albums (Offizielle Top 100)       | 23      |
| Hungarian Albums (MAHASZ)                | 27      |
| Italian Albums (FIMI)                    | 40      |
| Japan Hot Albums (Billboard Japan)       | 80      |
| Japanese Albums (Oricon)                 | 71      |
| New Zealand Albums (RMNZ)                | 49      |
| South Korean International Albums (Gaon) | 52      |
| Spanish Albums (PROMUSICAE)              | 96      |
| Swiss Albums (Schweizer Hitparade)       | 22      |
| UK Albums (OCC)                          | 95      |
| US Billboard 200                         | 90      |
| US Top Alternative Albums (Billboard)    | 5       |
| US Top Rock Albums (Billboard)           | 7       |

| Чарт (2018)               | Позиція |
| ------------------------- | ------- |
| Hungarian Albums (MAHASZ) | 92      |
| Italian Albums (FIMI)     | 84      |

## Сертифікації
| Регіон | Сертифікація | Продажі |
| --- | ------------ | ------- |
| Австрія (IFPI Austria)                                                                                           | Золотий      | 7500    |
| Данія (IFPI Denmark)                                                                                             | Золотий      | 10 000  |
| Франція (SNEP)                                                                                                   | Золотий      | 50 000  |
| Німеччина (BVMI)                                                                                                 | Золотий      | 100 000 |
| Угорщина (Mahasz)                                                                                                | Золотий      | 1000^   |
| Італія (FIMI) | Платиновий   | 50 000  |
| Польща (ZPAV) | Золотий      | 10 000  |
| Велика Британія (BPI)                                                                                            | Золотий      | 100 000 |
| США (RIAA) | Золотий      | 500 000 |
| ^відвантаження, що базуються лише на сертифікаціях · продажі+прослуховування, що базуються лише на сертифікаціях |              |         |